# Kinder unter sich
Kinder unter sich, auch Kinder, Die Kinder, und Spielende Kinder (russisch Детвора, Detwora), ist eine Satire des russischen Schriftstellers Anton Tschechow, die 1886 entstand und am 20. Januar desselben Jahres in der Peterburgskaja gaseta erschien. Anton Tschechow hatte mit dem Pseudonym A. Tschechonte (russ. А. Чехонте) gezeichnet.
1891 wurde in der Nr. 26 des Magazins für die Literatur des Auslandes eine Übertragung ins Deutsche mit dem Titel Kinder publiziert. Wladimir Czumikows Übersetzung Die Kinder kam 1898 bei Albert Langen in München heraus. Andere Übersetzungen: 1891 ins Serbokroatische (Деца), 1892 ins Dänische (Alene hjemme – Allein zu Haus), 1894 ins Ungarische (Gyermekek), 1898 ins Bulgarische (Деца), 1901 ins Rumänische (Copiii), 1902 ins Tschechische (Děti) und Polnische (Dzieciarnia).

## Handlung
Eigentlich ist schon Schlafenszeit. Aber die Eltern und die Tante sind ausgegangen. In der Küche schneidert die Kinderfrau Agafja Iwanowna mit der Köchin. In Erwartung der Eltern spielen der neunjährige Grigori, seine achtjährige Schwester Anja, die sechsjährige andere Schwester Sonja und der dicke, kugelrunde Knirps Alexej im Esszimmer am Speisetisch Lotto. Andrej, der kränkliche Sohn der Köchin, ist mit von der Partie. Es wird um Geld gespielt. Der Einsatz beträgt eine Kopeke. Andrej gehen die Kopeken aus. „Ohne Geld geht es nicht“, stellt Grigori klar.
Sonja hilft mit einer Kopeke aus. Als Grigori meint, Andrej mogele, artet das Glücksspiel in eine wüste Rauferei aus. Als es Ohrfeigen hagelt, weint Sonja, die gar nicht ins Gesicht geschlagen wurde, mit. Auf das vielstimmige Geheul im Esszimmer reagieren die beiden Frauen in der Küche nicht. Das ist eine richtige Entscheidung. Wenig später ist aller Hader vergessen. Die Spieler lachen erneut auf und plaudern bald wieder friedlich. Schließlich gehen die Kinder in Mamas Bett. Anton Tschechow schließt: „Um das Bett herum liegen auf dem Fußboden die Kopeken, die bis zu einem späteren neuen Spiele alle Bedeutung verloren haben. Gute Nacht!“

## Deutschsprachige Ausgaben
- Anton Čechov: Kaschtanka und andere Kindergeschichten. Ausgewählt und übersetzt von Peter Urban (Hrsg.). Mit Zeichnungen von Tatjana Hauptmann. 156 Seiten. Diogenes, Zürich 2004. ISBN 978-3-257-01107-4 (enthält noch: Kinder. Merkwürdiger Fall. Der Bläss. Grischa. Der Flüchtling. Kummer. Knaben. Etwas mit Pferd. Austern. Der böse Bube. Die Köchin heiratet. Wanjka. Der Dicke und der Dünne)[5]

### Verwendete Ausgabe
- Kinder unter sich. S. 50–58 in Anton P. Tschechow: Eine vorurteilsfreie Frau. Erzählungen. Aus dem Russischen übertragen von Dr. H. Röhl. Neu durchgesehen 1947. 80 Seiten (enthält noch: Leutselig. Wie ich mich verheiratete. Nur einmal im Jahre. Der nichtswürdige Schlingel. Ein Glücklicher. Ein Holzkopf. Das Rendezvous. Der Theaterdirektor unter dem Sofa. Eine magnetische Sitzung. Ssst! Der Gast). Reclam, Leipzig 1945 (RUB 6250, 3. Aufl. 1947), ohne ISBN